# Memecylon talbotianum
Memecylon talbotianum är en tvåhjärtbladig växtart som beskrevs av Dietrich Brandis. Memecylon talbotianum ingår i släktet Memecylon och familjen Melastomataceae. Inga underarter finns listade i Catalogue of Life.